# Status Quo (gruppo musicale)
Gli Status Quo sono un gruppo musicale rock britannico caratterizzato da una forte vena boogie, che ha riscosso molto successo negli anni settanta. La formazione fu fondata dal bassista Alan Lancaster e dal chitarrista Francis Rossi nel 1962.
Tra i pochi gruppi degli anni sessanta in grado di mantenersi sulla cresta dell'onda fino agli anni 2020, hanno costruito la loro carriera su un grande livello di successo durato decenni soprattutto nel Regno Unito, dove vengono considerati una sorta di istituzione nazionale.  La band è una tra le più longeve del panorama musicale inglese e mantiene ancora una consistente popolarità internazionale.
Autori di una vasta discografia, devono molto della loro fama alla produzione di un hard-boogie rock lineare e facilmente riconoscibile, fondato su una salda tecnica a intreccio tra chitarre elettriche, struttura di base essenziale in tre accordi e coinvolgenti esibizioni dal vivo. Dopo essere stati oggetto dai primi anni settanta di giudizi contrastanti e spesso altamente spregiativi, grazie all'elevato grado di longevità raggiunto e ad una rivalutazione della loro opera hanno ottenuto una netta riabilitazione critica nell'ultima fase della carriera.
Vengono ricordati per la produzione di incisioni per genere e stile assai diverse tra loro, quali il classico psichedelico Pictures of Matchstick Men (1968), l'hard rock di Down Down (1975), il boogie-rock di Rockin' All Over the World (1977), il rock da discoteca di Whatever You Want (1979) e la ballata antimilitarista In the Army Now (1986).
Tra i primati detenuti figura anche il record del maggior numero di singoli piazzati nelle classifiche inglesi, più di sessanta hit dal 1968 al 2010.

## Storia del gruppo

### Le origini
Gli Status Quo cominciarono come gruppo freakbeat rock and roll nel 1962. La loro fondazione fu dovuta a Francis Rossi, proveniente da una famiglia di origini italiane, e Alan Lancaster, due adolescenti che suonavano nella stessa orchestra jazz alla Sedgehill Comprehensive School di Beckenham. Ispirandosi agli artisti allora più in voga (come gli Shadows e Cliff Richard), Rossi e Lancaster decisero di dare vita a una band in principio chiamata "Scorpions", in seguito ribattezzata "The Spectres", e tennero il loro primo concerto al Samuel Jones Sports Club a Dulwich, a Londra sud, il 10 ottobre 1962.
Fu nel 1963, con l'arrivo di John Coghlan alla batteria e poi di Roy Lynes alle tastiere, che la formazione cominciò ad assumere la fisionomia definitiva grazie alla quale, da lì a qualche anno, riuscirà a conseguire il successo. Gli Spectres iniziarono a comporre i loro brani e a suonare nei pub della capitale, riuscendo ad acquisire una certa notorietà come gruppo di avanguardia negli ambienti del beat londinese. Nel 1965, nel corso di un tour estivo in un campo vacanze a Butlin's Minehead, ebbero modo di conoscere il cantante-chitarrista Rick Parfitt, che allora suonava con un gruppo misconosciuto chiamato "The Highlights", usando lo pseudonimo di Rick Harrison. Prima della fine del 1965 Francis e Rick, ormai diventati intimi amici, si separarono per dedicarsi alle rispettive band, ma si impegnarono a lavorare insieme nel futuro. Nel frattempo, il 18 luglio 1966, gli Spectres raccoglievano i primi frutti del loro intenso girovagare per i locali londinesi riuscendo a firmare un contratto di cinque anni con l'etichetta Piccadilly Records. Vennero pubblicati subito alcuni singoli – I (Who Have Nothing), Hurdy Gurdy Man e, agli inizi del 1967, (We Ain't Got) Nothin' Yet – ma tutti con un deludente esito commerciale.

### Il successo

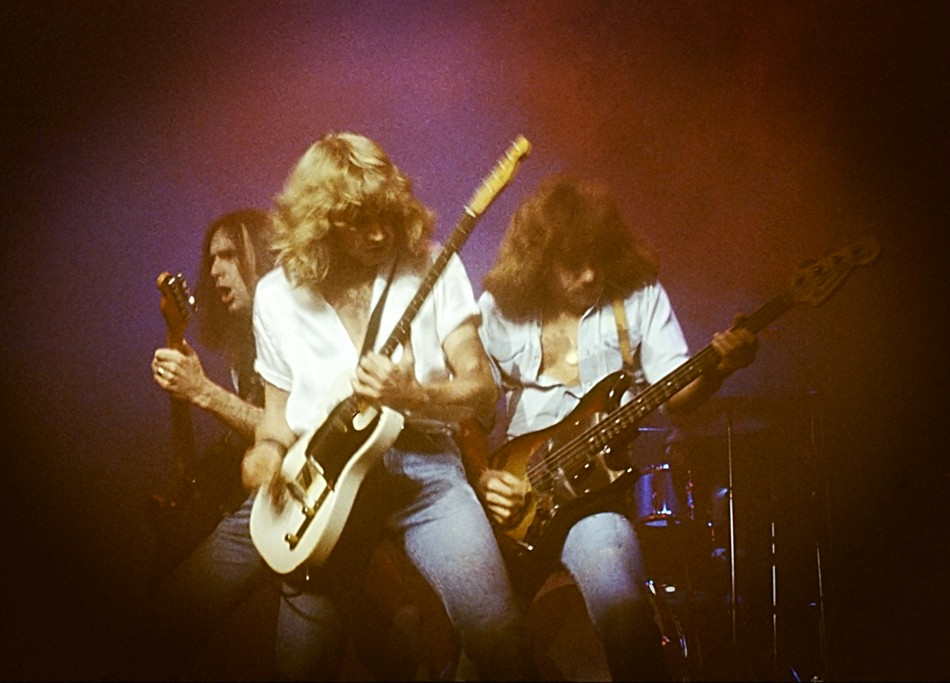
Gli Status Quo in concerto presso l'Hammersmith Odeon di Londra nel 1978

Dati i modesti risultati ottenuti, nel 1967 il gruppo decise di cambiare per la prima volta indirizzo musicale rivolgendosi alle atmosfere incantate della psichedelia. Gli Spectres mutarono il loro nome in "Traffic" (successivamente modificato in "Traffic Jam" per non essere confusi con i Traffic di Steve Winwood), e pubblicarono il singolo Almost but Not Quite There, anche in questo caso con risultati commerciali molto incerti.
Tuttavia nella seconda metà del 1967 Rick Parfitt abbandonò il suo gruppo a causa di screzi con gli altri componenti e decise di unirsi definitivamente ai Traffic Jam in qualità di secondo chitarrista.
Dopo l'arrivo del nuovo membro, nel mese di novembre la band cambiò il proprio nome in "The Status Quo" (denominazione assunta non per ragioni particolari, ma solo perché di semplice percezione e agevole da ricordare) e registrò il singolo Pictures of Matchstick Men, un brano composto da Rossi in circostanze assai curiose, mentre si era chiuso nel bagno di casa dopo un litigio con la giovanissima moglie:
(Francis Rossi)
Il pezzo ottenne un forte lancio pubblicitario grazie alla prima partecipazione degli Status Quo alla trasmissione televisiva Top of the Pops e arrivò fino al settimo posto nelle classifiche inglesi, divenendo il loro primo 45 giri di successo. Grazie ai consensi ottenuti, gli Status Quo partirono per un'intensa tournée e si recarono per la prima volta in Argentina (dove il singolo raggiunse il primo posto), Brasile e Messico; furono inoltre organizzate sedici date negli Stati Uniti dove vennero accolti come degni esponenti della cosiddetta British invasion, nel novero cioè delle numerose band inglesi che, sfruttando il percorso aperto dai Beatles, dominavano il mercato della musica mondiale dell'epoca.
L'exploit che seguì a livello internazionale fece della canzone uno dei brani più popolari della musica psichedelica, nonché il loro singolo più venduto negli USA. Nel settembre del 1968 pubblicarono il loro primo 33 giri Picturesque Matchstickable Messages from the Status Quo e con il brano Ice in the Sun giunsero fino all'ottavo posto in classifica, confermandosi apprezzati esponenti della corrente psichedelica. Tuttavia, l'anno successivo, né l'album Spare Parts né i singoli da esso estratti riuscirono a ottenere il successo preventivato e molti critici li inclusero tra le band da One-hit wonder (cioè, il tipico gruppo incapace di replicare il grande successo iniziale).
La band reagì sia modificando il proprio nome (venne abbandonato l'articolo "The" per mantenere la semplice denominazione di "Status Quo"), sia imboccando una diversa direzione musicale, del tutto antitetica rispetto a quella precedente e fermamente orientata verso un energico e robusto boogie rock, e un look trasandato, fatto di capelli lunghi, camicie sdrucite e jeans strappati. Nel volgere di pochi mesi, grazie a un intenso periodo di ricerca, il gruppo riuscì ad acquisire una nuova identità musicale e a elaborare uno stile immediatamente riconoscibile, meno complesso ma di forte richiamo commerciale.

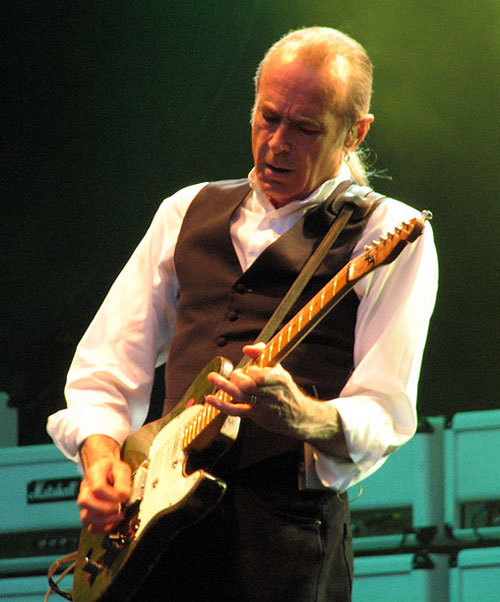
Francis Rossi, fondatore e leader degli Status Quo

Ecco come Francis Rossi ricorda quella fase: 
(Francis Rossi)
Sulla stessa linea Rick Parfitt:
(Rick Parfitt)
Assai importante si rivelò la figura di Bob Young, un giovane scrittore e poeta che, oltre ad accompagnare il gruppo suonando l'armonica a bocca in numerose esibizioni dal vivo, cominciò anche a collaborare in qualità di paroliere alla stesura di molti nuovi e fortunati brani.
Resosi conto che la nuova strada imboccata dai compagni lasciava ormai pochissimo spazio al suo strumento, il tastierista Roy Lynes decise di abbandonare la band nel 1970. Il gruppo pertanto si definì stabilmente come quartetto (Rossi, Parfitt, Lancaster, Coghlan), abbandonò la Pye e cominciò a dedicarsi a un'intensissima serie di concerti in giro per l'Inghilterra.
Grazie al consenso di pubblico riscosso (in particolare al festival di Reading nel mese di agosto del 1972), la band riuscì a concludere un nuovo contratto con l'etichetta Vertigo Records e iniziò ad autoprodurre i propri lavori conseguendo una lunga scia di successi: tutti i 33 giri (quattordici in tutto) pubblicati dal 1972 al 1982 entrarono nella Top 5 delle classifiche inglesi (quattro di essi raggiunsero il primo posto), mentre grande successo riscossero singoli come Paper Plane (1972), Caroline (1973), Down Down (primo nella classifica di vendite nazionali nel gennaio 1975), Rockin' All Over the World (sette milioni di copie vendute nel 1977) e Whatever You Want (1979). Grazie a questa consistente serie di successi il gruppo riuscì a costruire un solido rapporto con il pubblico, specialmente inglese.
Il 28 maggio del 1976, con il gruppo all'apice del successo, grande eco fu data alla notizia che Rossi, Parfitt e Lancaster erano stati arrestati a Vienna con l'accusa di resistenza a pubblico ufficiale.
Era accaduto che, sbarcati nell'aeroporto della capitale austriaca allo scopo di tenervi una serie di concerti, gli Status Quo erano stati subito bloccati per un controllo nel quadro di un meticoloso servizio d'ordine generale. Un ufficiale di polizia, in particolare, insistette affinché venisse svolta una perquisizione personale nei confronti di Lancaster, fortemente indiziato di recare dello stupefacente addosso. Anziché assoggettarsi all'atto perquisitorio l'impulsivo Lancaster reagì colpendo il poliziotto con un violento ceffone: ne seguì una zuffa nella quale rimasero coinvolti anche Rossi e Parfitt. Tratti in arresto per il reato di resistenza a pubblico ufficiale, i tre rimasero in prigione per una settimana, ma se la cavarono con il pagamento di una cauzione.
«Fu una delle peggiori esperienze della nostra vita», ammise più tardi Rick Parfitt.
Nonostante fossero divenuti una delle più note rock band provenienti dal Regno Unito, gli Status Quo videro spesso la critica prendere le distanze dalla loro produzione discografica, giudicata in certi frangenti eccessivamente semplice e disimpegnata. In alcuni casi, tuttavia, anche gli addetti ai lavori si accodarono al pubblico nel riconoscere il giusto valore alle loro produzioni discografiche: album come Hello! (1973, n. 1 nel Regno Unito), On the Level (1975, n. 1) e Whatever You Want (1979, n. 3), vennero quasi unanimemente riconosciuti quale genuina espressione di un talento capace di esprimersi non solo attraverso un rock piacevolmente semplice e lineare ma, in certi casi, anche con lavori connotati da pregevoli contenuti qualitativi.
Ma tutti furono d'accordo nel riconoscere che gran parte della fortuna di Rossi e compagni era dovuta alla verve esternata nelle esibizioni dal vivo: il loro 1977 Live!, il doppio album dal vivo registrato all'Apollo di Glasgow nell'ottobre del 1976, oltre ad avere riscosso, all'epoca della pubblicazione, notevole successo di vendite internazionali (n. 3 nel Regno Unito e disco di platino in molti paesi), viene ritenuto uno dei live più intensi della storia del rock.
Nel 1976 gli Status Quo realizzarono una cover della canzone dei Beatles Getting Better per il documentario musicale All This and World War II. In quello stesso anno cominciò anche una collaborazione con il tastierista Andy Bown, ex membro dei The Herd e dei Judas Jump, che tuttavia rimase con il contratto della EMI di artista solista, suonando quindi come accompagnatore esterno e restando non accreditato alle loro produzioni discografiche fino al 1982.
All'avanguardia nell'elaborazione di nuovi metodi di promozione musicale, gli Status Quo furono anche la prima rock band a intuire l'importanza di strategie di collegamento tra il mercato discografico e le grandi major commerciali. Nel 1976, per promuovere Blue for You, uno dei loro long playing di maggior successo, stipularono un contratto pubblicitario milionario con l'industria della Levi's Strauss comparendo vestiti in blue-jeans in decine di migliaia di manifesti disseminati in tutto il Regno Unito. La formula diede vita a un nuovo legame tra mondo del rock e grandi marchi commerciali mai più abbandonato nei decenni successivi.

### Gli anni ottanta e novanta

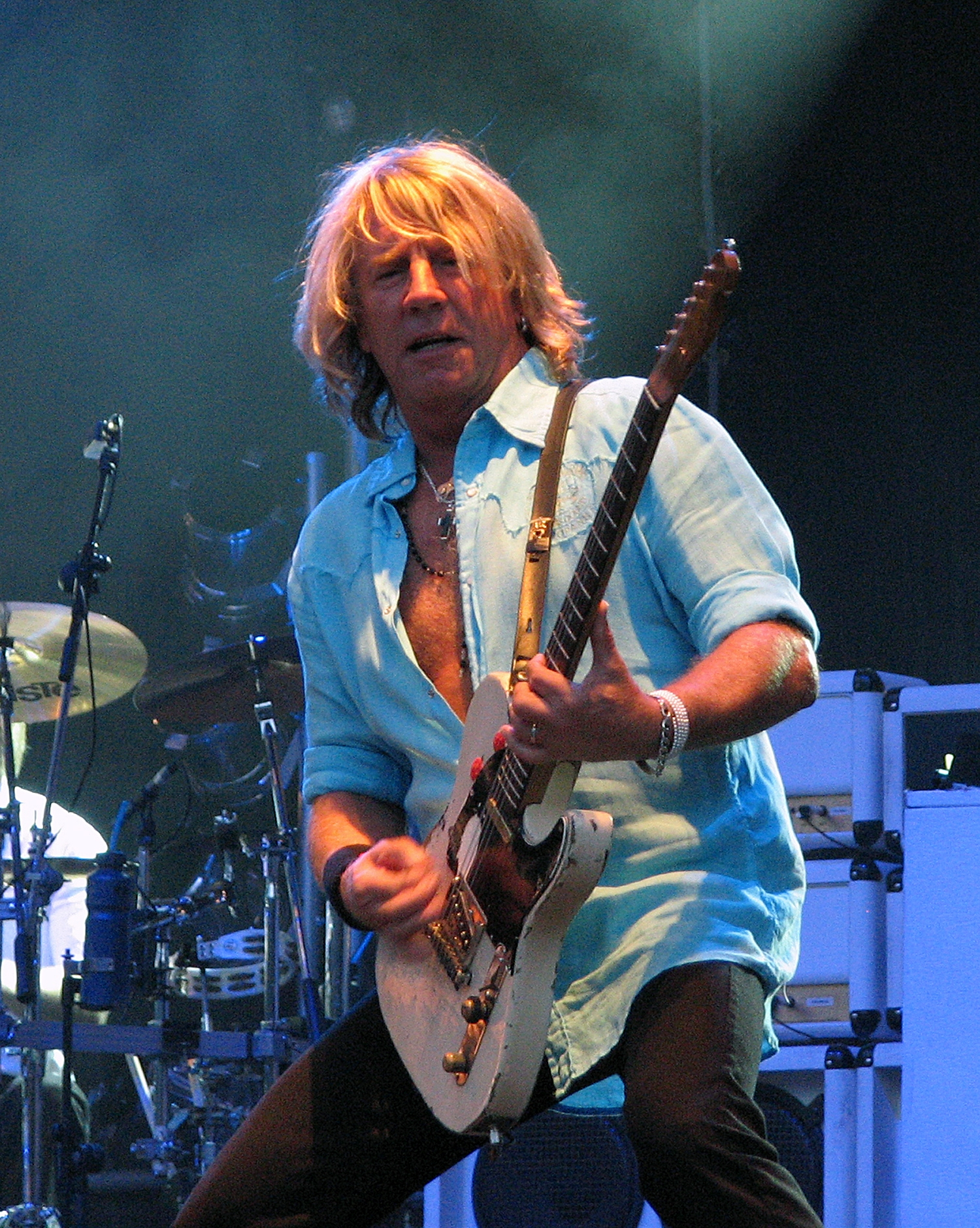
Il chitarrista Rick Parfitt, membro della band dal 1967 al 2016, anno della morte

Nei primi anni ottanta, grazie a singoli come What You're Proposing e Something 'Bout You Baby I Like, la band riuscì a consolidare ulteriormente il suo successo mantenendosi ai vertici delle liste di gradimento del pubblico.
Tuttavia, dopo anni di vita in comune, cominciarono ad affacciarsi e a lasciare il segno le prime consistenti frizioni interne, ulteriormente aggravate da un consumo sempre più smodato di cocaina e altre sostanze stupefacenti. Irrimediabilmente ciò contribuì a rendere ancora più instabile il già precario equilibrio tra i quattro, conducendo alla chiusura del ciclo con la storica formazione originale.
Il primo duro colpo alla solidità del gruppo venne inferto da John Coghlan che al termine del 1981 lasciò i compagni per essere sostituito alle percussioni da Pete Kircher, proveniente dagli Honeybus. Con questa formazione dalla vita effimera gli Status Quo incisero ancora due 33 giri prima di sciogliersi.
Subito dopo l'abbandono di Coghlan, la band pubblicò l'album intitolato 1+9+8+2 = XX e conobbe l'ennesima annata di successo insediandosi di nuovo ai vertici delle classifiche inglesi. Anche il principe Carlo e la sua consorte Lady Diana si scomodarono per assistere a un loro concerto al National Exhibition Centre di Birmingham (cosa fino a quel momento mai accaduta e inaudita per qualunque membro della famiglia reale inglese).
A dispetto di ciò i disaccordi interni erano ancora ben lontani dall'esaurirsi e, anzi, finirono ben presto per logorare in maniera praticamente irreparabile anche i rapporti tra i componenti superstiti.
I contrasti maggiori nacquero in occasione della registrazione dell'album del 1983 Back to Back, soprattutto in relazione ai due brani trainanti che verranno in seguito pubblicati come singoli. In particolare Alan Lancaster aveva scritto il brano Ol' Rag Blues, ma rimase profondamente irritato dal fatto che la casa discografica avesse scelto di pubblicare la versione cantata da Francis Rossi anziché quella cantata da lui. Inoltre sempre Alan oppose un duro ostracismo verso un brano composto da Francis, Marguerita Time, sostenendo che si trattava di un pezzo completamente inadeguato per la band in quanto troppo leggero e orientato verso il pop. Anche su questo fronte, però, la spuntò Francis e il singolo, fatto saggiamente uscire in prossimità delle feste natalizie, giunse fino alla terza posizione in Inghilterra.
Il 13 luglio del 1985 le più grandi star del rock si riunirono a sostegno delle popolazioni africane afflitte dalle carestie e, grazie alla gigantesca organizzazione messa in piedi da Bob Geldof, diedero vita a uno degli eventi dal vivo più importanti della storia della musica moderna, il Live Aid.
Quando Geldof invitò gli Status Quo a partecipare, la band stava attraversando uno dei momenti più difficili della intera carriera: tra devastanti liti interne e un uso sempre più indiscriminato di alcolici e stupefacenti, il gruppo di fatto non esisteva più e perciò, in principio, l'offerta era stata rifiutata. Fu grazie alle insistenze di Geldof che i componenti della band superarono le incomprensioni personali per essere presenti e dare il loro contributo alla causa.
Alla fine gli Status Quo aprirono l'evento esibendosi a mezzogiorno al Wembley Stadium di Londra e la loro apparizione venne seguita da un pubblico stimato in duecento milioni di spettatori collegati in diretta televisiva in tutto il mondo, mentre Rockin' All Over the World, brano di inizio della loro performance, divenne l'inno della manifestazione.
Malgrado ciò, i conflitti interni erano ormai tali da non consentire più una serena convivenza: gli Status Quo annunciarono il loro addio suonando l'ultima volta nel luglio 1984 nel Milton Keynes Bowl e si riformarono in via eccezionale con Alan al basso per esibirsi come gruppo di apertura al Live Aid, lo storico grande concerto organizzato per motivi di beneficenza da Bob Geldof allo stadio londinese di Wembley il 13 luglio 1985.
(Francis Rossi)
L'esibizione al Live Aid, oltre a restare l'ultima con Alan Lancaster al basso, rimane la più nota nella lunga carriera della band.
Al termine del 1984, nel periodo di inattività con il gruppo, Rossi e Parfitt vennero convocati da Bob Geldof per dare vita alla Band Aid e partecipare insieme ai più noti artisti del rock inglese alla incisione del singolo Do They Know It's Christmas?, a sostegno delle sfortunate popolazioni africane prostrate dalle carestie.
Nel 1985, mentre Lancaster si trasferì in via definitiva in Australia dove entrò a fare parte della rock band dei Party Boys, Rossi registrò due singoli insieme al paroliere Bernie Frost, suo vecchio partner nella composizione di numerosi brani. Anche Parfitt cominciò a lavorare per un album solista che però non venne mai pubblicato, anche se molti brani furono in seguito registrati insieme alla nuova formazione degli Status Quo e pubblicati soprattutto come lato B dei singoli.
Il bassista John 'Rhino' Edwards e il batterista Jeff Rich, entrambi ex collaboratori di Judie Tzuke ed ex componenti della Climax Blues Band, assistettero Parfitt durante le registrazioni.
Nell'estate del 1985, Rossi, Parfitt e Bown iniziarono a lavorare per un nuovo 33 giri e, assieme a Edwards e Rich, diedero origine alla nuova formazione della band. Ma Lancaster, venutone a conoscenza, inviò subito dall'Australia una ingiunzione legale allo scopo di inibire loro di utilizzare il nome "Status Quo" nelle nuove produzioni discografiche senza la sua approvazione. L'ingiunzione costrinse la band a fermarsi per alcuni mesi ma, dopo un'aspra contesa giudiziaria, venne finalmente respinta in seguito a un'udienza della corte civile britannica nel gennaio del 1986.
Alla fine l'album In the Army Now vide la luce nell'estate del 1986: è ricordato specialmente per la grande affermazione dell'omonimo brano che si insediò ai vertici delle classifiche internazionali e che, per l'argomento trattato (e con un esplicito video musicale che mostrava la durezza della vita dei soldati) divenne un inno tra i giovani obiettori di coscienza della allora Unione Sovietica, i quali, cogliendo il fervente clima di cambiamento dovuto alla nascente Perestrojka, si ponevano in aperta contestazione con la rigida politica bellica seguita fino a quel momento dal loro governo. Quando, nell'estate del 1988, gli Status Quo si recarono in tournée proprio in Unione Sovietica, furono ripagati da una massiccia partecipazione del pubblico moscovita dell'Olimpic Stadium, mentre le sospettose autorità russe seguirono l'evento con estrema attenzione e prima della loro ripartenza trattennero a lungo e sottoposero a certosina perquisizione ogni singolo pezzo del loro equipaggiamento da concerto.
Musicalmente sempre più vicina al pop, negli anni successivi la band continuò a pubblicare nuovo materiale e a scalare con regolarità le classifiche di vendita; appartengono a questa fase i singoli Burning Bridges (n. 5 nel Regno Unito nel 1988), Anniversary Waltz (n. 2 nel 1990) e l'inno celebrativo della squadra di calcio del Manchester United Come on You Reds (n. 1 nel 1994). Nel 1990 fu pubblicata l'antologia Rocking All Over the Years, che divenne il disco più venduto nella storia del gruppo. Ampio successo riscosse anche Don't Stop (n. 2 nel Regno Unito), un album di cover pubblicato nel 1996.
Sempre fedeli alla scelta di seguire uno stile ruvido e diretto ma senza mai allontanarsi da ironia e senso dello humour, diedero vita a uno degli aneddoti più divertenti della loro carriera nel febbraio del 1991 quando furono chiamati per essere premiati alla cerimonia dei BRIT Awards per il contributo dato all'industria musicale britannica. Qui Rossi e compagni si presentarono in perfetto smoking in linea con la solennità dell'evento e l'eleganza della serata, ma sbigottirono tutti i presenti quando, ricevuto il premio e rimasti soli sul palco per eseguire un pezzo, si stracciarono lo smoking di dosso rimanendo con la "tenuta" di jeans che avevano nascosta sotto il vestito.
La band continuò a lavorare senza sosta, anche con un'intensa attività concertistica, fino al maggio del 1997, quando Rick Parfitt subì lo shock di un violento attacco di cuore. Fu sottoposto a intervento chirurgico e tre mesi dopo riuscì a tornare sulla scena con un'esibizione a Norwich.

### Il nuovo millennio

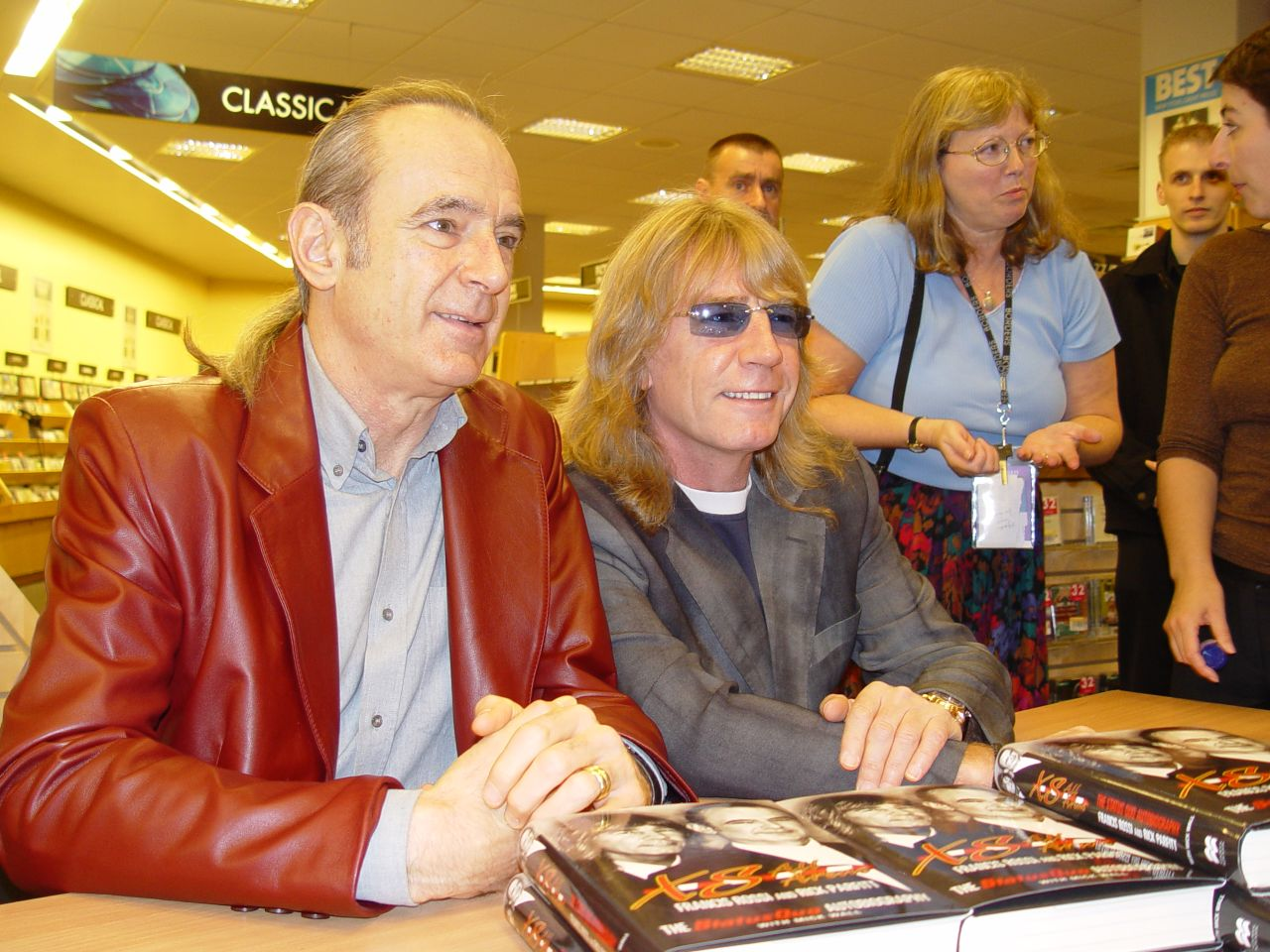
Rossi e Parfitt presentano la loro autobiografia nel 2004

Il batterista Jeff Rich abbandonò il gruppo nel 2000 e venne sostituito dal più energico Matt Letley, a sua volta rimpiazzato dal giovane Leon Cave nel 2013. Nel 2001 anche il tastierista Andy Bown fu costretto ad abbandonare la band per un anno a causa di motivi familiari e venne provvisoriamente sostituito durante le esibizioni live da Paul Hirsh, precedentemente membro della band dei Voyager.
Con l'inizio del nuovo millennio furono pubblicati sia lavori nuovi, sia diverse compilation con brani rari anche inediti. Il disco più rappresentativo di quella fase fu senza dubbio Heavy Traffic, album del 2002 che sancì il ritorno allo stile degli anni settanta provocando una nuova forte impennata dell'affetto del pubblico con un imponente tour mondiale da tutto esaurito.
Nel gennaio del 2010 Francis Rossi e Rick Parfitt, i due membri storici del gruppo, furono insigniti dalla Regina Elisabetta del titolo di Ufficiali dell'Ordine dell'Impero Britannico per meriti musicali.
Nel 2012 gli Status Quo si esibirono in qualità di attori in un film interamente girato nelle isole Figi, nel quale interpretarono se stessi. Intitolato Bula Quo!, venne distribuito nelle sale cinematografiche del Regno Unito nell'estate del 2013. Sempre nel 2012, dopo tre decenni di separazione e litigi, si ritrovarono nella storica formazione originale con il ritorno di Alan Lancaster e John Coghlan, organizzando un breve tour inglese nel marzo del 2013. Visto il successo di pubblico ottenuto con l'iniziativa si offrirono ai propri fan con la formazione originale in un ultimo definitivo tour europeo nella primavera del 2014.
Nel giugno 2016, al termine di un concerto in Turchia, Rick Parfitt venne nuovamente colpito da infarto. Rimase in vita ma ebbe l'ordine tassativo dei medici di non esibirsi più dal vivo. Gli Status Quo decisero comunque di rispettare gli obblighi contrattuali assunti e portarono a compimento il tour assumendo in sua sostituzione alla chitarra ritmica il giovane Richie Malone.
Ritiratosi dall'attività concertistica, Parfitt cominciò a dedicarsi alla scrittura della sua autobiografia e alla pubblicazione di un album solista quando, il 24 dicembre 2016, all'età di 68 anni, perse la vita presso l'ospedale di Marbella in seguito a una setticemia provocata dalle complicanze di un infortunio alla spalla. L'album di Parfitt venne completato anche grazie al contributo di alcuni grandi nomi del rock britannico come Brian May dei Queen e Chris Wolstenholme dei Muse. Intitolato Over and Out, venne pubblicato postumo nel marzo 2018 piazzandosi al terzo posto delle classifiche inglesi.
Ormai sempre più raccolti attorno alla figura carismatica del frontman Francis Rossi, gli Status Quo continuarono a esibirsi in lunghi tour dal vivo e, nel settembre 2019, arrivarono a pubblicare Backbone, il loro 33º album di studio, il primo senza Rick Parfitt. Il disco venne ben accolto dalla critica e raggiunse il 6º posto delle classifiche inglesi.
Pur non avendo più il seguito internazionale di un tempo, gli Status Quo vantano ancora una grande schiera di fan nel Regno Unito e continuano ad essere molto popolari in larghe parti d'Europa, specialmente in Scandinavia, Germania e Paesi Bassi.

## Numeri e record
- Dischi venduti: 130 milioni.[81][82][83][84]

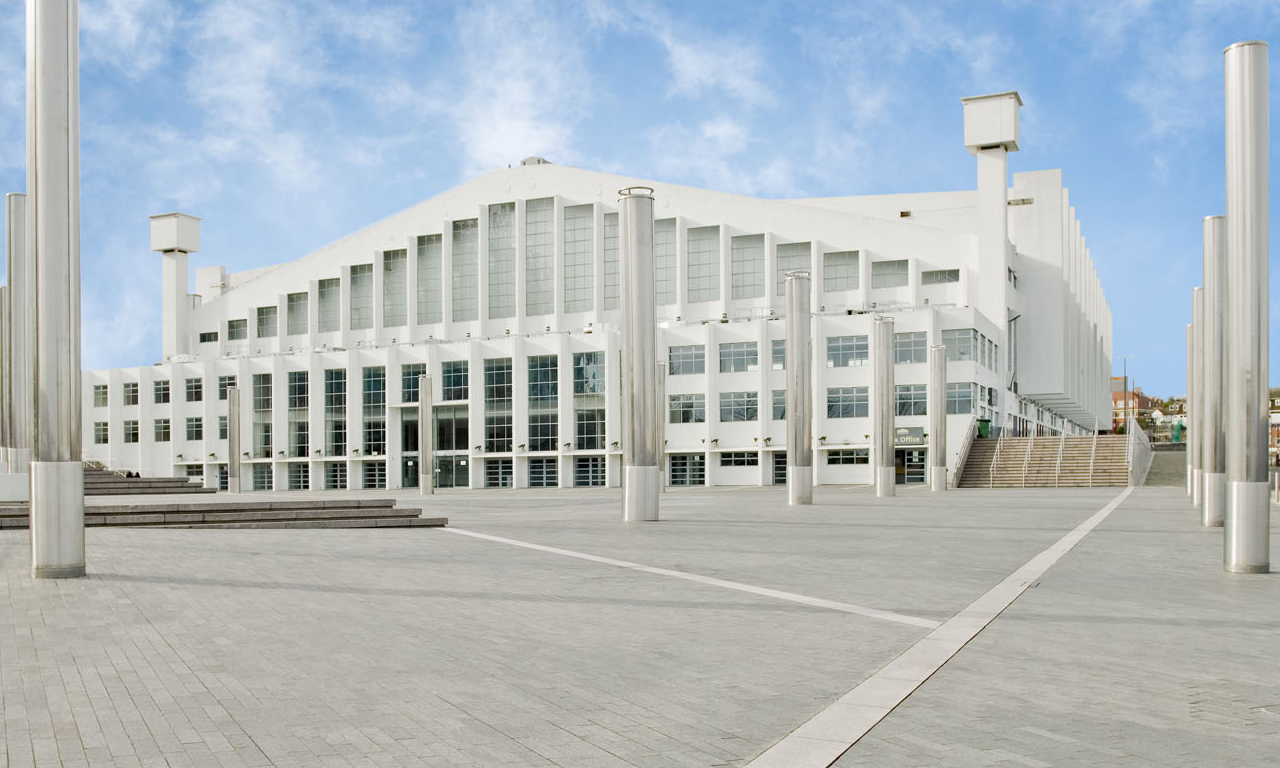
Fronte esterno della Wembley Arena di Londra

- Il gruppo, unitamente ai Rolling Stones, è l'unico ad annoverare presenze nelle Top 20 singles in Inghilterra per cinque decenni consecutivi (anni sessanta/anni duemila) – Record.[4][85][86]
- La band annovera presenze nelle Top 10 albums del Regno Unito per cinque decenni consecutivi (anni settanta/anni duemiladieci).[85]
- Maggior numero di singoli piazzati nelle classifiche inglesi: 67 brani dal 1968 al 2010 – Record.[20][87]
- Maggior numero di album entrati nelle classifiche britanniche (51) – secondi solo ai Rolling Stones.[2][85][88]
- Concerti dal vivo: circa 7 000.[89]
- Band con il maggior numero di apparizioni nella trasmissione televisiva Top of the Pops (106 esibizioni dal 1968 al 2006) – Record.[N 7][90]
- Gruppo con il maggior numero di spettacoli nella Wembley Arena di Londra (51 concerti) – Record.[2][91]
- Primo gruppo rock al cui concerto prendono parte membri della famiglia reale inglese (Carlo e Lady Diana presenti al National Exhibition Centre di Birmingham il 14 maggio 1982).[42]
- Il 21 settembre 1991 la band tiene quattro concerti in quattro città della Gran Bretagna (Sheffield, Glasgow, Birmingham, Wembley) in 11 ore e 11 minuti – Record.[92]
- 13 luglio 1985, Londra, Wembley Stadium: aprono il Live Aid.[56]
- Tra i premi ottenuti si segnalano il BRIT Award (conferito per il contributo dato all'industria musicale britannica – 1991), il World Music Award (superamento di cento milioni di dischi venduti – 1991) e il Silver Clef Award (eccezionale contributo alla musica – 1981).[93]

## Stile musicale

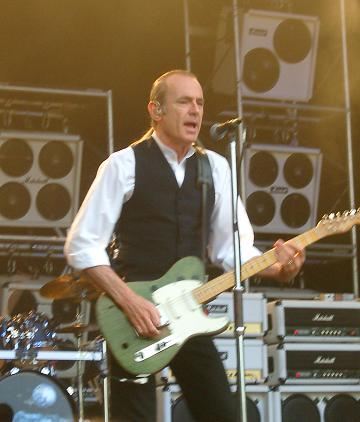
Francis Rossi si esibisce con una Telecaster verde

Gli Status Quo hanno attraversato varie ere musicali e sono sopravvissuti a ciascuna di esse, non di rado lasciandosi ispirare dalle nuove sonorità (e dai nuovi stili) che le tendenze del momento proponevano. Malgrado siano famosi per la produzione di canzoni molto semplici caratterizzate dallo stesso schema (ritmo in 4/4 e struttura di tre accordi), la loro produzione di inizio carriera legata al beat, al rock e al pop psichedelico evidenzia uno stile musicale molto variegato e una complessità superiore rispetto alla maggior parte degli altri gruppi contemporanei degli anni sessanta.
Un intenso periodo di ricerca affrontato nei primi anni settanta li ha in seguito portati a sviluppare una salda tecnica a intreccio tra le chitarre di Rossi e Parfitt, grazie alla quale hanno sperimentato un approccio musicale meno complesso e più commerciale che ha consentito loro di percorrere con successo l'hard rock, il boogie-woogie, il rock and roll e il blues rock, spingendosi fino al rock da discoteca alla fine del decennio (in quest'ultima fase si inseriscono singoli come Accident Prone e il notissimo Whatever You Want).
Inoltre hanno rivisitato ed elaborato in chiave hard generi come il country rock e il folk rock, componendo gighe musicali di impostazione popolare e, in qualche raro caso, anche motivi arabeschi ispirati al beat e alla musica celtica (Gerdundula del 1971).
Infine hanno esplorato il pop rock e le sintesi elettroniche negli anni ottanta. Con il nuovo millennio sono tornati al classico genere hard che li aveva resi celebri negli anni settanta.
A innovativi sbocchi musicali hanno dato vita brani come Mystery Song (1976), da molti ritenuti precursori del metal. Pezzi quali Is There a Better Way (1976) vengono invece menzionati quali anticipatori del genere punk.  Molte pop band degli anni ottanta (ad es. Spandau Ballet, Style Council, Ultravox) si sono dette influenzate specialmente dagli equilibri delle armonie e dall'ispirazione dello stile melodico mentre, dalla fine degli anni novanta, gruppi della scena dance e techno hanno sovente utilizzato suoni campionati di alcuni loro pezzi per amalgamarli con le sonorità elettroniche della nuova era (Apollo 440, Groove Armada, Scooter).

### Rilevanza nella cultura di massa ed eredità artistica
Gli Status Quo sono noti per avere affrontato nella loro lunga carriera una sola vera (ma decisiva) svolta musicale a partire dal 1970 quando, influenzati dai lavori di Chuck Berry e dal blues rock dei Fleetwood Mac, cominciarono a produrre una musica molto più dura, energica e fondata sul tempo a 12 battute tipico della musica blues. Affermatisi quali esponenti autorevoli del genere hard si distinsero dagli altri gruppi per avere improntato il loro stile a semplicità, immediatezza e (per lo più) disimpegno puro, con il prevalente, dichiarato obiettivo di divertire il pubblico. A causa dello scarso impegno sociale profuso nei testi e della essenzialità di molte incisioni, furono spesso oggetto di riprensioni critiche anche feroci. Tuttavia, proprio la peculiarità della loro offerta musicale li condusse ad affermarsi sempre più come band "trasversale", praticamente un unicum nel panorama musicale britannico, capace di resistere al tempo e alle mode, con eco prolungata attraverso gli anni e forti consensi di pubblico anche nelle epoche successive.
Ciò consentì loro di lasciare una forte impronta nella cultura popolare di massa specialmente in patria: la semplicità delle composizioni, il marcato senso dello humour, la sobrietà dell'immagine (molto vicina a quella della gente comune), la longevità conseguita e la mancanza di un altro gruppo in grado di raccoglierne per genere e stile l'eredità artistica, già dalla metà degli anni novanta indussero i media d'oltremanica ad appellarli sempre più quale "Istituzione Britannica" (British Institution), in quanto nazionalpopolari e rappresentativi di alcuni aspetti caratteristici della cultura tradizionale della società inglese. Infine, sono stati ascoltati da generazioni di artisti rock, nei confronti dei quali hanno finito con l'esercitare un'influenza a volte determinante. Band come AC/DC, Airbourne, Big Country, Bon Jovi, Coldplay, Def Leppard, Europe, Peter Green (Fleetwood Mac), Kaiser Chiefs, Metallica, Muse, Oasis, Quiet Riot, Radiohead, Sex Pistols, Stereophonics, The Rasmus e molte altre, hanno spesso evidenziato di essere state ispirate o influenzate dalla loro musica.
In un'intervista concessa alla rivista inglese Classic Rock nell'ottobre del 2003 Lars Ulrich, batterista dei Metallica, ha dichiarato che i Quo sono tra i gruppi che più ne hanno ispirato lo stile e di essersi spesso recato a vederli anche dal vivo.

## Rapporto con la critica
Il periodo più apprezzato dalla critica musicale rimane quello degli anni sessanta, quando gli Status Quo si imposero come gruppo di avanguardia nell'ambito della corrente psichedelica, prestandosi al più ampio sperimentalismo.
I rapporti subirono una netta metamorfosi dopo il passaggio al genere hard boogie-rock: all'enorme appoggio del pubblico non fecero riscontro giudizi altrettanto unanimi degli addetti ai lavori (specialmente inglesi) e a chi li disprezzò per l'eccessiva immediatezza dei toni e il troppo disimpegno, si contrapposero altri che invece elogiarono la genuinità e la purezza della loro musica.
Sotto il profilo critico la band rimase a lungo tra le più discusse del panorama musicale britannico e solo nell'ultima fase della carriera, anche grazie all'elevato grado di longevità raggiunto, riuscì a ottenere concordi giudizi di apprezzamento nell'ambito di una generale rivalutazione critica.

## Carattere delle esibizioni

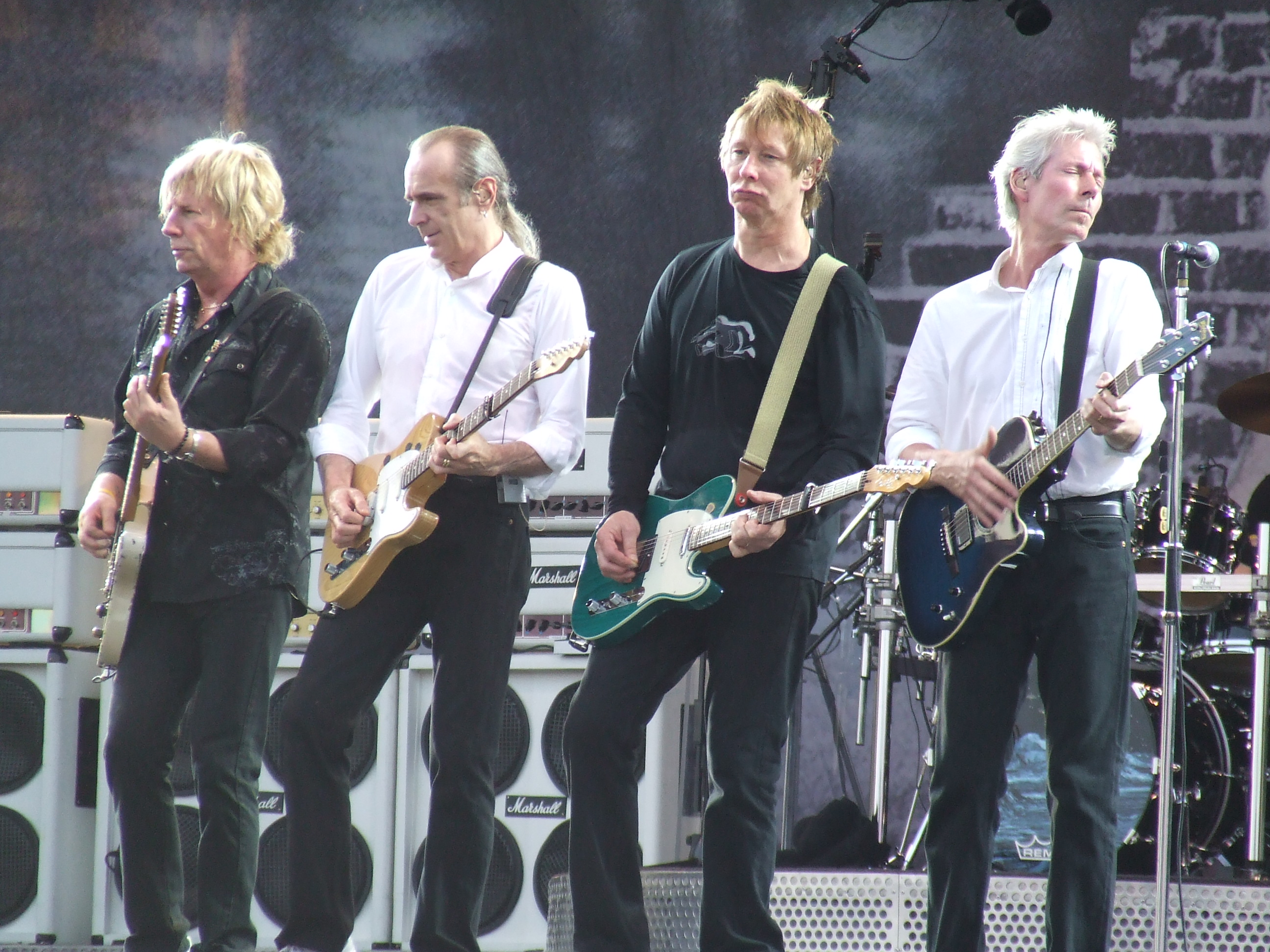
Gli Status Quo eseguono Gerdundula con quattro chitarre

Con oltre 7 000 concerti tenuti in sessant'anni di attività, la dimensione live ha avuto un ruolo decisivo nel consentire di mantenere nel tempo una porzione di pubblico così vasta e fedele. Le iniziali atmosfere psichedeliche dei concerti degli anni sessanta si accompagnavano a un look fatto di capelli laccati, camicie infiorate ed eleganti abiti di scena. La seguente svolta rock del 1970 ebbe consistenti ripercussioni sia sul piano dell'immagine (molto più sobria e semplice: jeans logorati, magliette sdrucite, lunghi capelli) sia per il diverso approccio con il pubblico, da lì in avanti molto più coinvolgente ed emotivo, con lunghe esibizioni che talvolta si protraevano fino allo sfinimento fisico del gruppo.
Per il resto della carriera gli Status Quo continuarono a presentarsi sul palco con jeans, scarpe da ginnastica, camicie sbracciate e le Fender Telecaster a tracolla dei due chitarristi Francis Rossi e Rick Parfitt (quest'ultimo rimpiazzato dal 2016 da Richie Malone). La consistente durata dei concerti nei primi anni settanta (fino a tre ore), nel tempo ha lasciato spazio a esibizioni più ridotte e generalmente contenute entro le due ore. Alquanto sobri sotto il profilo di effetti luminosi e speciali, gli spettacoli si fondano essenzialmente su ritmo, energia e dinamismo con momenti di ironia e svariate improvvisazioni strumentali.

## Formazione

### Attuale
- Francis Rossi - chitarra solista, voce (1962-oggi)
- Richie Malone - chitarra ritmica, voce (2016-oggi)
- Andy Bown - tastiere, voce (1982-2000; 2001-oggi)
- John 'Rhino' Edwards - basso, voce (1985-oggi)
- Leon Cave - batteria (2013-oggi)

### Ex componenti
- Rick Parfitt - chitarra ritmica, voce (1967-2016, anno della morte)
- Barry Smith - batteria (1962-1963; morto nel 2017)
- Jess Jaworski - tastiere (1962-1963)
- Roy Lynes - tastiere (1963-1970)
- John Coghlan - batteria (1963-1981)
- Alan Lancaster - basso, voce (1962-1985; morto nel 2021)
- Pete Kircher - batteria (1981-1985)
- Jeff Rich - batteria (1985-2000)
- Matt Letley - batteria (2000-2013)

Di fatto quinto componente della band negli anni settanta fu Bob Young, coautore di molti brani e accompagnatore della band con l'armonica a bocca nei concerti live. Dal 2001 Young è tornato a collaborare con la band.

## Discografia
- 1968 – Picturesque Matchstickable Messages from the Status Quo
- 1969 – Spare Parts
- 1970 – Ma Kelly's Greasy Spoon
- 1971 – Dog of Two Head
- 1972 – Piledriver
- 1973 – Hello!
- 1974 – Quo
- 1975 – On the Level
- 1976 – Blue for You
- 1977 – Rockin' All Over the World
- 1978 – If You Can't Stand the Heat
- 1979 – Whatever You Want
- 1980 – Just Supposin'
- 1981 – Never Too Late
- 1982 – 1+9+8+2 = XX
- 1983 – Back to Back
- 1986 – In the Army Now
- 1988 – Ain't Complaining
- 1989 – Perfect Remedy
- 1991 – Rock 'Til You Drop
- 1994 – Thirsty Work
- 1996 – Don't Stop
- 1999 – Under the Influence
- 2000 – Famous in the Last Century
- 2002 – Heavy Traffic
- 2003 – Riffs
- 2005 – The Party Ain't Over Yet
- 2007 – In Search of the Fourth Chord
- 2011 – Quid Pro Quo
- 2013 – Bula Quo!
- 2014 – Aquostic (Stripped Bare)
- 2016 – Aquostic II - That's a Fact!
- 2019 – Backbone

### Annotazioni
1. ↑  I media inglesi cominciarono a definirli con l'appellativo di national institution o anche british institution a partire dalla metà degli anni novanta. Roberts, 1998, p. 417.
2. ↑  Il singolo Pictures of Matchstick Men fu uno dei maggiori successi internazionali del 1968. Oltre ai consensi riscossi nel Regno Unito e negli USA ottenne buoni riscontri di vendite in numerosi altri paesi, tra cui Argentina, Brasile, Canada, Germania, Svizzera, Paesi Bassi, Svezia, Sudafrica, Australia. Oxley, 2000, p. 13.
3. ↑  La scelta del gruppo di orientarsi verso il genere hard rock – per di più con un look così smaccatamente trasandato – fu vivamente osteggiata dai dirigenti della casa discografica, convinti che un così drastico cambiamento non avrebbe sortito sviluppi commerciali di rilievo. Persuasi di avere imboccato la strada giusta gli Status Quo non vollero cedere e, alla fine del 1971, decisero di abbandonare la Pye Records. Jeffries, 1985, p. 22 e ss.
4. ↑  Fino al 1980, Bob Young fu anche manager del gruppo. Rossi & Parfitt, 1993, p. 34.
5. ↑  Vista la singolarità dell'evento, la BBC trasmise il concerto in diretta televisiva e radiofonica. Oxley, 2001, p. 39.
6. ↑  In verità, in alcune interviste concesse successivamente, Francis Rossi rivelò che l'esperienza al Live Aid fu vissuta in maniera assai particolare: dopo avere aperto l'evento esibendosi a mezzogiorno i componenti del gruppo ingannarono la lunga attesa che li separava dal rientro in palcoscenico assumendo consistenti quantità di alcolici e stupefacenti. A fine serata, tornati sul palco per salutare il pubblico insieme agli altri artisti, si ripresentarono in quasi totale stato di narcosi e incoscienza. Rossi & Parfitt, 2004, p. 223.
7. ↑  Il noto programma televisivo della BBC andò in onda dal 1964 al 2006.
8. 1 2  In particolare, la critica musicale britannica mostrò grande interesse verso il gruppo dopo il passaggio alla corrente psichedelica, specie in seguito alla pubblicazione del brano Pictures of Matchstick Men. Videtti, 1982, p. 4.
9. ↑  Precisamente, fu a partire dal 1977, con l'inizio di una proficua collaborazione con il produttore Pip Williams, che il gruppo cominciò a realizzare lavori dal taglio sonoro più orecchiabile e radiofonico. Oxley, 2000, p. 39.
10. ↑  Nella sua autobiografia I Talk Too Much del 2019, Rossi afferma che in realtà anche dopo gli anni sessanta, sebbene con frequenza minore, il gruppo continuò a scrivere canzoni fondate su quattro, cinque o sei accordi e che l'appunto di eseguire solo pezzi basati sulla semplice struttura dei tre accordi rappresenta un banale luogo comune. Rossi, 2019, pp. 20 e 62.
11. ↑  I testi delle composizioni degli Status Quo contengono difficilmente riferimenti politici, sociali o ideologici. Pur con alcune significative eccezioni, viene di solito data prevalenza al "suono" delle parole e al modo con cui esse riescono a esaltare le melodie. I testi risultano spesso ironici, sarcastici e provocatori se non, addirittura, apertamente nonsense. Rossi & Parfitt, 2004, p. 128.
12. ↑  Alcune band tentarono di proseguirne l'opera (tra queste gli Spider e, con uno stile molto più pesante, i Vardis) ma con esiti commerciali meno durevoli ed efficaci. Jasper & Oliver, 1985, p. 326.
13. ↑  In una intervista concessa al secondo canale radiofonico della BBC il 20 settembre 2012, Brian Johnson, cantante degli AC/DC, dichiarò di seguire gli Status Quo da oltre 40 anni e di averli visti dal vivo per la prima volta nel 1970, quando erano ancora alla ricerca della fama commerciale nel genere hard rock, rimanendo impressionato dalla vitalità e dall'energia sprigionate durante l'esibizione.
14. ↑  Celebre fu la polemica instaurata da Damon Albarn, leader dei Blur, nei confronti degli Oasis, band rivale nel contendersi lo scettro di regina del britpop negli anni novanta e al cui scontro ai vertici delle classifiche NME dedicò una nota copertina nell'agosto del 1995: dopo avere ascoltato il brano Roll with It degli Oasis, Albarn coniò la bizzarra espressione di Quoasis.
15. ↑  Dal 1970 a tutto il 1972 la stampa specializzata britannica mostrò il più ampio disinteresse verso la virata hard rock prodotta dagli Status Quo. Obbligati a occuparsi della band solo in seguito al vasto consenso del pubblico, alcuni critici subirono una dura invettiva a opera di Francis Rossi, in un'intervista concessa a NME nell'aprile del 1973. Videtti, 1982, p. 7.
16. ↑  Il quotidiano britannico The Times, edizione del 25/10/2014, recensendo Aquostic, il primo album acustico appena pubblicato dagli Status Quo, riconobbe la necessità di riscattare in via definitiva la band da molte delle censure cui era stata sottoposta in passato, riconoscendo nelle sue composizioni delle "perfette costruzioni pop". Status Quo: Aquostic (Stripped Bare), The Times, 25 ottobre 2014.
17. ↑  Oggetto di nuova considerazione fu soprattutto l'opera realizzata dalla formazione originale negli anni settanta: anche brani in apparenza semplici e fondati su pochi accordi risultano spesso piuttosto elaborati sotto il profilo della dinamica, delle combinazioni ritmiche, della qualità delle armonie e della duttilità espressiva. Cope, 2019, capp. 1-4.
18. ↑   A partire dalla seconda metà degli anni ottanta, abbandonato il consumo di alcolici e stupefacenti e al fine di mantenere un'adeguata forma fisica, Rossi iniziò un percorso di vita del tutto differente seguendo fino a tarda età una dieta meticolosa e sottoponendosi a un costante esercizio fisico quotidiano basato essenzialmente su nuoto e corsa. Rossi, 2019, p. 245.
19. ↑  Malgrado la sua assidua collaborazione con la band, Young non ne fu mai membro ufficiale, rimanendo sempre accreditato quale musicista esterno a essa. Oxley, 2000, p. 43.

### Fonti
1. 1 2 3  (EN) Stephen Thomas Erlewine, Status Quo – Biography, su allmusic.com. URL consultato il 2 gennaio 2021 (archiviato l'8 maggio 2012).
2. 1 2 3 4 5 6 7   J. L. Seagull, Status Quo – Blue for You, su shapelesszine.com. URL consultato il 2 gennaio 2021.
3. ↑  Buckley & Guides, 2003, p. 1004.
4. 1 2 3 4  Il Boogie Rock degli Status Quo, Rolling Stone, rubrica Hard Rock Cafone, ottobre 2007.
5. ↑   Dave Electric, Status Quo: Famous in the Last Century, su accordo.it. URL consultato il 2 gennaio 2021 (archiviato il 17 marzo 2016).
6. ↑  (EN) Rick Parfitt obituary, su theguardian.com. URL consultato il 24 settembre 2021 (archiviato il 27 settembre 2021).
7. ↑  Shea, 2002, p. 134.
8. 1 2   Pietro Previti, Status Quo: Backbone, su magazzininesistenti.it, 13 ottobre 2019. URL consultato il 2 gennaio 2021 (archiviato il 4 dicembre 2020).
9. 1 2  Graff & Durchholz, 1999, p. 1121.
10. 1 2 3  (EN) Gerard J. Senick, Status Quo – Biography, su encyclopedia.com. URL consultato il 2 gennaio 2021 (archiviato il 19 gennaio 2021).
11. 1 2   Max Bell, Status Quo, su udiscovermusic.com. URL consultato il 2 gennaio 2021 (archiviato il 18 novembre 2020).
12. 1 2 3 4   Jacopo Meille, Status Quo – Just Doin' It! Live, su ilpopolodelblues.com. URL consultato il 2 gennaio 2021 (archiviato il 4 dicembre 2020).
13. 1 2  (EN) Dave Simpson, Status Quo – review, su theguardian.com, 14 marzo 2013. URL consultato il 2 gennaio 2021 (archiviato il 10 marzo 2017).
14. ↑  Cope, 2019, cap. 1.
15. ↑  Videtti, 1982, p. 4.
16. ↑  Kutner & Leigh, 2010, par. 363.
17. ↑  Guaitamacchi, 2009, cap. 3.
18. ↑  Stroud, 2017, cap. 14.
19. ↑  Oxley, 2001, p. 43.
20. 1 2 3   Antonio Ranalli, Classifiche inglesi: gli Status Quo il gruppo con più hit, su musicalnews.com, 19 settembre 2005. URL consultato il 2 gennaio 2021 (archiviato dall'url originale il 19 marzo 2015).
21. ↑   Sito ufficiale BBC, su news.bbc.co.uk. URL consultato il 2 gennaio 2021 (archiviato il 24 febbraio 2012).
22. ↑  Rawlings, Neill & Charlesworth, 2002, p. 178.
23. ↑  Oxley, 2000, p. 10.
24. ↑  Billboard, 1976, p. 6.
25. ↑  Jasper & Oliver, 1985, p. 320.
26. ↑  Rawlings, Neill & Charlesworth, 2002, p. 179.
27. 1 2  Strong, 1998, p. 178.
28. ↑  Billboard, 1976, p. 2.
29. ↑  (EN) Tanya Headon, Songs About Laurence Stephen Lowry, su freakytrigger.co.uk, 17 dicembre 2002. URL consultato il 2 gennaio 2021 (archiviato il 5 dicembre 2020).
30. ↑  (EN) Classifiche inglesi – Pictures of Matchstick Men, su officialcharts.com. URL consultato il 2 gennaio 2021 (archiviato il 9 ottobre 2019).
31. ↑  Dal booklet della ristampa CD del primo album della band Picturesque Matchstickable Messages from the Status Quo.
32. ↑  Dal booklet della ristampa CD del primo album della band Picturesque Matchstickable Messages from the Status Quo e da Guglielmi & Rizzi, 2002, p. 796.
33. ↑  Oxley, 2000, pp. 18 e ss.
34. 1 2 3  Testani & Eufrosini, 2005, p. 2669.
35. ↑  Bonini & Tamagnini, 2005, p. 129.
36. 1 2 3 4  Larkin, 2002, p. 419.
37. 1 2  (EN)  Mirror, maggio 1974.
38. ↑  Oxley, 2000, p. 42 e ss.
39. 1 2  Videtti, 1982, pp. 5-6.
40. ↑  Oxley, 2000, p. 25 e ss.
41. ↑  Stroud, 2017, cap. 9.
42. 1 2 3  (EN)  Three Decades of Preserving the Status Quo, Toronto Star, 20 marzo 1997.
43. ↑  Rees & Crampton, 1991, p. 499.
44. ↑  Famous in the Last Century, (DVD).
45. ↑  Videtti, 1982, pp. 10-11.
46. ↑  Oxley, 2000, p. 122.
47. 1 2   Roberto Vitale, Status Quo – Live!, su rockline.it. URL consultato il 2 gennaio 2021 (archiviato dall'url originale il 19 marzo 2015).
48. ↑  Guaitamacchi, 2010.
49. ↑  Michelone, 2003, p. 226.
50. ↑  Oxley, 2001, p. 31.
51. ↑  Rees & Crampton, 1991, p. 449.
52. ↑  Rossi & Parfitt, 2004, pp. 237 e segg.
53. ↑  (EN)  Status Quo, Classic Rock, gennaio 2002.
54. 1 2  The Party Ain't Over Yet, (DVD).
55. ↑  Rossi & Parfitt, 1993, pp. 120 e segg.
56. 1 2 3  Oxley, 2001, p. 40.
57. ↑  Oxley, 2001, p. 38.
58. ↑  Oxley, 2000, pp. 67 e segg.
59. ↑  Guglielmi & Rizzi, 2002, p. 321.
60. ↑  Buckley & Guides, 2003, p. 1005.
61. ↑  Rossi & Parfitt, 2004, p. 275.
62. ↑  Méndez, 2001, p. 355.
63. ↑  Oxley, 2000, pp. 79 e segg.
64. ↑  Oxley, 2001, p. 44.
65. ↑  Testani & Eufrosini, 2005, p. 2670.
66. ↑  (EN) Classifiche inglesi – Come on You Reds, su officialcharts.com. URL consultato il 2 gennaio 2021 (archiviato dall'url originale il 23 giugno 2012).
67. ↑  Rizzi, 1996, p. 523.
68. ↑  Oxley, 2001, p. 49.
69. ↑  Oxley, 2000, pp. 102 e segg.
70. ↑  (EN)  The Sun, 11 febbraio 1991.
71. ↑  Oxley, 2000, p. 109.
72. ↑  Oxley, 2001, p. 59.
73. ↑  (EN) Status Quo Biography, su contactmusic.com. URL consultato il 2 gennaio 2021 (archiviato il 22 ottobre 2014).
74. ↑  (EN) Dave Thompson, Status Quo – Heavy Traffic, su allmusic.com. URL consultato il 2 gennaio 2021 (archiviato il 24 agosto 2021).
75. ↑  Gli Status Quo Cavalieri della Regina, Corriere della Sera, 2 gennaio 2010, p. 59.
76. ↑   Flavio Brighenti, Status Quo, gli attori che non t'aspetti in "Bula Quo!" giocano col loro mito, su repubblica.it, 3 giugno 2013. URL consultato il 2 gennaio 2021 (archiviato il 23 gennaio 2020).
77. ↑  (EN) Status Quo announce final Frantic Four tour 2014, su contactmusic.com, 29 settembre 2013. URL consultato il 2 gennaio 2021 (archiviato l'8 aprile 2014).
78. ↑   Morto Rick Parfitt, chitarrista degli Status Quo, su repubblica.it, 24 dicembre 2016. URL consultato il 2 gennaio 2021 (archiviato il 19 gennaio 2020).
79. ↑  (EN) Rick Parfitt Over and Out, su statusquo.co.uk. URL consultato il 2 gennaio 2021 (archiviato il 26 novembre 2020).
80. ↑  Oxley, 2001, p. 57.
81. ↑  (EN)  Status Quo: Rockin' All Over the World, Sound on Sound, gennaio 2009.
82. ↑   Cars, cocaine, houses, divorces, su mirror.co.uk. URL consultato il 2 gennaio 2021 (archiviato il 31 ottobre 2019).
83. ↑   R.I.P. Rick Parfitt, Status Quo guitarist has died at the age of 68, su consequence.net. URL consultato il 2 gennaio 2021 (archiviato il 30 ottobre 2020).
84. ↑  (EN)  The Biggest Selling UK Acts of All Time, NME, 23 marzo 2012.
85. 1 2 3  (EN) Sito ufficiale delle classifiche inglesi - Status Quo, su officialcharts.com. URL consultato il 29 agosto 2021 (archiviato il 29 ottobre 2021).
86. ↑  (EN) Sito ufficiale delle classifiche inglesi - Rolling Stones, su officialcharts.com. URL consultato il 24 settembre 2021 (archiviato il 16 dicembre 2019).
87. ↑   Status Quo Crowned Kings of the UK Singles Chart, su nme.com. URL consultato il 2 gennaio 2021 (archiviato l'11 settembre 2018).
88. ↑   Status Quo Music Heritage Award, su prsformusic.com. URL consultato il 2 gennaio 2021 (archiviato il 27 gennaio 2021).
89. ↑  (EN) David Smyth, Still Rockin' All Over the World, su thisislondon.co.uk, 15 dicembre 2006. URL consultato il 16 novembre 2013 (archiviato dall'url originale l'8 marzo 2007).
90. ↑  (EN) Dave Simpson e Dorian Lynskey, You woke up on a Thursday and it smelled like a Top of the Pops day, su theguardian.com, 29 luglio 2006. URL consultato il 2 gennaio 2021 (archiviato il 24 agosto 2021).
91. ↑   Exhibition Showcases Wembley Arena's Iconic Musical History, su times-series.co.uk. URL consultato il 2 gennaio 2021 (archiviato il 7 agosto 2020).
92. ↑  Oxley, 2000, p. 93.
93. ↑  Oxley, 2001, pp. 30, 48.
94. ↑  (EN) Jonathan Owen, 50 Years of Quo - And Still No Fourth Chord, su independent.co.uk, 13 ottobre 2012. URL consultato il 28 dicembre 2021 (archiviato dall'url originale il 28 dicembre 2021).
95. ↑  (EN) Status Quo – Picturesque Matchstickable Messages, su allmusic.com. URL consultato il 2 gennaio 2021.
96. ↑  Prown, Newquist & Eiche, 1997, p. 113.
97. ↑  (EN) Robert Aniento, Status Quo – Dog of Two Head, su allmusic.com. URL consultato il 29 agosto 2021 (archiviato il 2 giugno 2021).
98. ↑  Rossi & Parfitt, 1993, p. 85.
99. ↑   Mystery Blue, su shapeless.it, 16 novembre 2003. URL consultato il 2 gennaio 2021.
100. ↑   Recensione all'album Blue for You, su themidlandsrocks.com. URL consultato il 2 gennaio 2021 (archiviato il 3 dicembre 2020).
101. ↑  Intervista concessa nel 2012 da Steve Diggle, chitarrista del gruppo punk Buzzcocks, contenuta nel documentario Hello Quo!.
102. ↑   Intervista a Tony Hadley degli Spandau Ballet, su iodonna.it. URL consultato l'8 febbraio 2022.
103. ↑   Sito Ufficiale degli Spandau Ballet, su spandauballet.com. URL consultato l'8 febbraio 2022.
104. ↑  Intervista concessa nel 2012 da Paul Weller, leader dei The Jam e degli Style Council, contenuta nel documentario Hello Quo!.
105. ↑  Intervista concessa nel 2012 da Midge Ure, leader degli Ultravox, contenuta nel documentario Hello Quo!.
106. ↑  Warwick, Brown & Kutner, 2004, p. 75.
107. ↑  Intervista ad Andy Cato dei Groove Armada tratta dal libro allegato al cofanetto Pictures: 40 Years of Hits, 2008, Universal Records, p. 26.
108. ↑  Intervista agli Scooter tratta dal libro allegato al cofanetto Pictures: 40 Years of Hits, 2008, Universal Records, p. 96.
109. ↑  Jasper & Oliver, 1985, p. 321.
110. ↑  Warren, Romanowski & Pareles, 2001, p. 938.
111. ↑  Roberts, 1998, p. 417.
112. ↑  Stroud, 2017, cap. 1.
113. ↑   Rockin' All Over the World, su warringtonguardian.co.uk. URL consultato il 9 febbraio 2022.
114. ↑   Status Quo - Quid Pro Quo Review, su bbc.co.uk. URL consultato il 9 febbraio 2022.
115. ↑   Status Quo - Pictures: 40 years of Hits, su pennyblackmusic.co.uk. URL consultato il 9 febbraio 2022.
116. ↑   Airbourne Q&A, su rocksound.tv. URL consultato il 2 gennaio 2021 (archiviato il 26 febbraio 2021).
117. ↑  (EN) Glasgow Great – Stuart Adamson, su glasgow-barrowland.com. URL consultato il 16 novembre 2013 (archiviato dall'url originale il 22 ottobre 2013).
118. ↑  (EN) Dave Simpson, Bon Jovi, City of Manchester Stadium, su theguardian.com, 6 giugno 2006. URL consultato il 2 gennaio 2021 (archiviato il 31 dicembre 2016).
119. ↑   Giuseppe Videtti, L'arena canta con i Coldplay, su repubblica.it, 12 luglio 2005. URL consultato il 2 gennaio 2021 (archiviato il 10 febbraio 2021).
120. ↑  Intervista concessa nel 2012 da Joe Elliott, cantante dei Def Leppard, contenuta nel documentario Hello Quo!.
121. ↑   Foreigner announce 2014 UK tour with special guests Europe, su contactmusic.com. URL consultato il 2 gennaio 2021 (archiviato il 3 gennaio 2014).
122. ↑  (EN) Rocking all over the woods, su yorkshireeveningpost.co.uk. URL consultato il 16 novembre 2013 (archiviato dall'url originale il 4 gennaio 2014).
123. ↑  (EN)  Kaiser Chiefs Round Off Shockwaves NME Awards Shows, NME, 28 ottobre 2007.
124. ↑  (EN)  20 Things You Didn't Know About Muse, Kerrang!, 29 luglio 2006.
125. ↑  (EN) Quoasis – It’s Official!, su nme.com, 24 settembre 2002. URL consultato il 2 gennaio 2021 (archiviato il 2 dicembre 2020).
126. ↑  (EN) Nolifetilmetal – Quiet Riot, su nolifetilmetal.com. URL consultato il 2 gennaio 2021 (archiviato il 7 marzo 2021).
127. ↑   Radiohead to Release Album Full of Status Quo Covers, su waterfordwhispersnews.com. URL consultato il 9 febbraio 2022.
128. ↑  Lydon & Perry, 2014, cap. 7.
129. ↑  Intervista a Lauri Ylönen e Pauli Rantasalmi dei The Rasmus, Suosikki Magazine, giugno 2006.
130. ↑  (EN)  Classic Rock, numero speciale integralmente dedicato agli Status Quo, ottobre 2003.
131. ↑  (EN) Matthew Greenwald, Pictures of Matchstick Men – Status Quo, su allmusic.com. URL consultato il 2 gennaio 2021 (archiviato il 24 agosto 2021).
132. ↑  (EN) Nathan Roach, Status Quo – Live Review, su buzzmag.co.uk, 4 dicembre 2017. URL consultato il 29 agosto 2021 (archiviato il 29 agosto 2021).
133. ↑   Dave Electric, Status Quo Live in Locarno, su accordo.it, 14 luglio 2008. URL consultato il 13 dicembre 2021 (archiviato il 15 marzo 2016).
134. ↑  (EN) Jerry Parsley, Status Quo – British legends play House of Blues Chicago, su unratedmagazine.com. URL consultato il 2 gennaio 2021 (archiviato il 31 dicembre 2016).
135. ↑  Rossi & Parfitt, 1993, p. 149.
136. ↑  (EN) Mantaining the Status Quo, in M Magazine, n. 14, 2004,  pp. 22-25.

### Enciclopedie
In inglese
- Tony Jasper e Derek Oliver, The International Encyclopedia of Hard Rock & Heavy Metal, New York, Facts on File, 1985, ISBN 978-0-8160-1100-1.
- Dafydd Rees e Luke Crampton, Rock Movers & Shakers, Londra, ABC-CLIO, 1991, ISBN 978-0-87436-661-7.
- Pete Prown e Harvey P. Newquist, Jon F. Eiche, Legends of Rock Guitar: the Essential Reference of Rock's Greatest Guitarists, Milwaukee, Hal Leonard Corporation, 1997, ISBN 978-0-7935-4042-6.
- M.C. Strong, The Great Rock Discography, Firenze, Giunti editore, 1998, ISBN 978-88-09-21522-1.
- David Roberts, Guiness Rockopedia, Londra, Guiness Publishing, 1998, ISBN 0-85112-072-5.
- Gary Graff e Daniel Durchholz, MusicHound Rock: the Essential Album Guide, Detroit, Schirmer Trade Books, 1999, ISBN 978-0-8256-7256-9.
- Holly George-Warren e Patricia Romanowski, Jon Pareles, The Rolling Stone Encyclopedia of Rock & Roll, New York, Fireside, 2001, ISBN 978-0-7432-0120-9.
- Colin Larkin, The Virgin Encyclopedia of 70s Music, Londra, Virgin, 2002, ISBN 978-1-85227-947-9.
- Stuart Shea, Rock & Roll's Most Wanted: The Top 10 Book of Lame Lyrics, Eregious Egos, and Other Oddities, Washington, Brassey’s, 2002, ISBN 978-1-57488-477-7.
- Terry Rawlings e Andrew Neill, Chris Charlesworth, Then, Now and Rare British Beat 1960-1969, Londra, Omnibus Press, 2002, ISBN 978-0-7119-9094-4.
- Peter Buckley e Rough Guides, The Rough Guide to Rock, Londra, Rough Guides, 2003, ISBN 978-1-84353-105-0.
- Neil Warwick e Tony Brown,  Jon Kutner, The Complete Book of British Charts, Londra, Omnibus Press, 2004, ISBN 978-1-8444-9058-5.
- Jon Kutner e Spencer Leigh, 1.000 UK Numer One Hits, Londra, Omnibus Press, 2010, ISBN 978-0-8571-2360-2.

In italiano
- Peppe Videtti, Superstar – Status Quo, Roma, Armando Curcio editore, 1982, ISBN non esistente., collana musicale pubblicata in edicola.
- Cesare Rizzi, Enciclopedia della Musica Rock. 1970-1979, Firenze, Giunti editore, 1996, ISBN 978-88-09-21523-8.
- Federico Guglielmi e Cesare Rizzi, Grande Enciclopedia Rock, Firenze, Giunti editore, 2002, ISBN 88-09-02852-X.
- Guido Michelone, Imagine: il Rock-film tra Nuovo Cinema e Musica Giovanile, Torino, Effatà Editrice, 2003, ISBN 978-88-7402-048-5.
- Gianluca Testani e Mauro Eufrosini, Enciclopedia del Rock, Vol. 9, Roma, Gruppo editoriale L'espresso, 2005, ISBN non esistente. pubblicata in allegato con il periodico L'espresso.
- Alessandro Bonini e Emanuele Tamagnini, I Classici del Rock: i Protagonisti Che Hanno Contribuito a Rendere Immortale il Rock, Roma, Gremese editore, 2005, ISBN 978-88-8440-363-6.
- Ezio Guaitamacchi, 1.000 Canzoni Che Ci Hanno Cambiato la Vita, Milano, Rizzoli, 2009, ISBN 978-8-85861-742-7.
- Ezio Guaitamacchi, 1.000 Concerti Che Ci Hanno Cambiato la Vita, Milano, Rizzoli, 2010, ISBN 88-17-04222-6.

In spagnolo
- Antonio Méndez, Guía del Pop y el Rock 80 y 90: Aloha Poprock, Madrid, Editorial Visión Libros, 2001, ISBN 978-84-9821-239-6.

### Testi monografici
- (EN) Andrew L. Cope, Status Quo: Mighty Innovators of 70s Rock, Routledge, 2019, ISBN 978-0-367-66076-5.
- (FR) Philippe Duponteil e Philippe Robin, Status Quo: La Route Sans Fin, Parigi, Camion Blanc, 1984, ISBN 2-910196-42-9.
- (EN) Tom Hibbert, Status Quo, Londra, Omnibus Press, 1982, ISBN 0-86001-957-8.
- (EN) Neil Jeffries, Rockin' All Over the World, Londra, Proteus Books, 1985, ISBN 0-86276-272-3.
- (EN) David Oxley, Rockers Rollin' – The Story of Status Quo, Lockerbie, ST Publishing, 2000, ISBN 1-898927-80-4.
- (EN) David Oxley, Rockers Rollin' – Quo in Time 1972-2000, Londra, Universal Records, 2001, ISBN non esistente., booklet allegato al cofanetto Rockers Rollin'.
- (EN) John Shearlaw, The Authorized Biography – The 25th Anniversary Edition, Londra, Sidgwick & Jackson, 1986, ISBN 0-283-99401-0.
- (EN) Graeme Stroud, Status Quo: Song by Song, Londra, Fonthill Media Limited, 2017, ISBN 978-1-78155-643-6.
- (EN) Bob Young, Quotographs – Celebrating 30 Years of Status Quo, Londra, IMP – International Music Publications Limited, 1996, ISBN 1-85909-291-8.

### Autobiografie
- (EN) John Lydon e Andrew Perry, Anger Is an Energy: My Life Uncensored, Londra, Simon Schuster UK, 2014, ISBN 978-1-471-13722-8.
- (EN) Francis Rossi, I Talk Too Much: My Autobiography, a cura di Mick Wall, Londra, Constable, 2019, ISBN 978-1-47213-017-4.
- (EN) Francis Rossi e Rick Parfitt, Just for the Record: The Autobiography of Status Quo, a cura di Cindy Blake, Londra, Bantam Press, 1993, ISBN 0-593-03546-1.
- (EN) Francis Rossi e Rick Parfitt, XS ALL AREAS: The Status Quo Autobiography, a cura di Mick Wall, Londra, Sidgwick & Jackson, 2004, ISBN 978-0-283-07375-5.
- (EN) Francis Rossi, Rick Parfitt e Bob Young, Status Quo: The Official 40th Anniversary Edition, Londra, Cassell Illustrated, 2006, ISBN 978-1-84403-562-5.

### Pubblicazioni
- (EN) One of the World's Great Rock'n'Roll Bands, in Billboard Magazine, 3 aprile 1976.